# روروني كنشين: نهاية الأسطورة
روروني كنشين: نهاية الأسطورة هو فيلم ياباني مبني على مانغا تحمل نفس الاسم. الفيلم من بطولة تاكيرو ساتو، إمي تاكي، مونيتاكا أوكي ويو أوي. صدر الفيلم في اليابان في 13 سبتمبر 2014.

## روابط خارجية
روروني كنشين: نهاية الأسطورة على موقع IMDb (الإنجليزية)
- روروني كنشين: نهاية الأسطورة على موقع روتن توميتوز (الإنجليزية)
- روروني كنشين: نهاية الأسطورة على موقع نتفليكس (الإنجليزية)
- روروني كنشين: نهاية الأسطورة على موقع ألو سيني (الفرنسية)
- روروني كنشين: نهاية الأسطورة على موقع فيلمافينيتي (الإسبانية)
- روروني كنشين: نهاية الأسطورة على موقع قاعدة بيانات الفيلم (الإنجليزية)
- روروني كنشين: نهاية الأسطورة على موقع ليتربوكسد (الإنجليزية)
- روروني كنشين: نهاية الأسطورة على موقع كينوبويسك (الروسية)